# Delta Eridani
Delta Eridani (Rana, 23 Eridanus) é uma estrela na direção da constelação de Eridanus. Possui uma ascensão reta de 03h 43m 14.96s e uma declinação de −09° 45′ 54.7″. Sua magnitude aparente é igual a 3.52. Considerando sua distância de 29 anos-luz em relação à Terra, sua magnitude absoluta é igual a 3.74. Pertence à classe espectral K0IV. É uma estrela variável RS Canum Venaticorum.